# Antonio Tasso
Antonio Tasso (Manfredonia, 18 ottobre 1957) è un politico italiano.

## Biografia

### Attività politica
Alle elezioni politiche del 2018 viene candidato dal Movimento 5 Stelle ed eletto alla Camera dei Deputati nel collegio uninominale di Cerignola, ottenendo 50.491 preferenze, pari al 43,8% dei voti.
A partire dal 20 aprile 2018 aderisce alla componente Movimento Associativo Italiani all'Estero (MAIE) del gruppo misto,  di cui diventa vicepresidente. 
Il 6 giugno dichiara il proprio sostegno e vota, dunque, la fiducia al Governo Conte I di Movimento 5 Stelle e Lega.
A seguito della crisi di governo causata dal ritiro del sostegno di Italia Viva, annuncia, a nome del MAIE, il voto favorevole al governo Conte II che raggiunge la maggioranza assoluta alla Camera 
Il 4 febbraio 2021 partecipa alle consultazioni per la formazione del nuovo governo e comunica l'appoggio del MAIE-PSI al presidente del Consiglio incaricato, Mario Draghi. 
Il 24 gennaio 2022, nel primo turno per eleggere il nuovo presidente della Repubblica, quello di Antonio Tasso è stato il quarto nome più suffragato dopo quello di Paolo Maddalena, Sergio Mattarella e Marta Cartabia. 
Il 27 luglio 2022 diviene coordinatore regionale di Coraggio Italia per le regioni Puglia, Basilicata e Molise.
Candidato alle elezioni politiche del 2022 nel collegio plurinominale Puglia - 01 in seconda posizione, non è rieletto poiché Noi moderati, lista elettorale che riunisce Coraggio Italia e altre sigle centriste, non supera la soglia di sbarramento.

### Dirigente sportivo
Nel 2010 fonda la società di tennis tavolo "Asd Tennis Tavolo Manfredonia 2010", dal 2012 al 2016 viene designato come Delegato Provinciale FITeT (Federazione Italiana Tennistavolo). Durante questo periodo oltre a numerosi tornei nazionali di successo, organizza i "Campionati Italiani 2016" che si svolgono nella città di Lucera. Dal 2016 al 2020 viene eletto nel Comitato Regionale FITeT dove ricopre la carica di Vice Presidente. Durante il suo mandato lancia il binomio sport-turismo con i tornei "Open" organizzati a Vieste che abbinando l'impegno sportivo con le vacanze a fine agosto, di fatto apre la stagione agonistica federale.   
Il 6 marzo 2021 viene eletto nel Consiglio Nazionale FITeT, entrando, quindi, nel governo della Federazione Italiana Tennistavolo.  

## Controversie
Il 24 febbraio 2018 viene sospeso dal Movimento 5 Stelle per una condanna del 2007 che si riferisce alla duplicazione e alla riproduzione a scopo di lucro di videogiochi e cd musicali avvenute nel 2000. La condanna venne poi prescritta e, di conseguenza, essa non appare nel casellario giudiziale e neanche nella visura storica. Il certificato penale pulito ha permesso la candidatura nel Movimento 5 Stelle e il motivo della sospensione, dunque, è quello di non aver informato il Movimento di essere stato coinvolto in un processo, seppur prescritto e nonostante la prescrizione fosse stata accettata prima dell'esistenza del codice etico del Movimento.  
La sospensione ha avuto termine il 15 settembre e il ricorso di Tasso al "Comitato di Garanzia" è stato accolto. Pur confermando il reintegro, non è mai stato dato corso alla delibera.